# Алексеевка (могильник)
Алексеевка — поселение и могильник последнего периода эпохи бронзы — начала 1 тыс. до н. э. Расположен на левом берегу реки Тобол, в 4 км от села Алексеевка Костанайской области. Исследовано в 1930—1935 годах экспедицией Государственного исторического музея (руководитель О. А. Кривцова-Гракова). Последующие исследования показали, что памятник относится ко 2-й пол. 2 тыс. до н. э. Могильник занимает территорию длиной в 1 км. В нём обнаружено около 20 захоронений. На востоке находилось место для религиозных обрядов, на юго-востоке — поселение. Обнаружено 59 глиняных сосудов. Раскопано 2500 м2 территории поселения. Среди находок большое количество глиняных, металлических, каменных и костяных изделий.